# Kiriłł Swiesznikow
Kiriłł Swiesznikow (ros. Кирилл Свешников, ur. 10 lutego 1992 w Petersburgu) – rosyjski kolarz torowy i szosowy, brązowy medalista torowych mistrzostw świata oraz wicemistrz Europy.

## Kariera
Pierwsze międzynarodowe sukcesy w karierze Kiriłł Swiesznikow osiągnął w 2010 roku, kiedy zdobył srebrny medal w madisonie i brąz w wyścigu punktowym podczas torowych mistrzostw świata juniorów. Na rozgrywanych rok później mistrzostwach Europy w kategorii U-23 wspólnie z kolegami z reprezentacji zwyciężył w drużynowym wyścigu na dochodzenie. Pierwszy medal wśród seniorów wywalczył na mistrzostwach Europy w Poniewieżu w 2012 roku, gdzie był drugi w wyścigu punktowym, przegrywając tylko z Elią Vivianim z Włoch. W tej samej konkurencji medal zdobył także podczas torowych mistrzostw świata w Mińsku w 2013 roku, gdzie był trzeci. W zawodach tych wyprzedzili go jedynie Brytyjczyk Simon Yates oraz Hiszpan Eloy Teruel. Swiesznikow startuje także w wyścigach szosowych, ale bez większych sukcesów.